# Rolando Joven Tria Tirona
 Rolando Joven Tria Tirona O.C.D. (sinh 1946) là một Giám mục người Philippines của Giáo hội Công giáo Rôma. Ông hiện đảm trách vị trí Tổng giám mục chính tòa Tổng giáo phận Caceres. Trước đó, ông còn đảm nhận nhiều vị trí và chức danh khác như: Giám mục Địa phận Infanta, Giám mục chính tòa Giáo phận Malolos và Giám mục Phụ tá Tổng giáo phận Manila.

## Tiểu sử
Tổng giám mục Rolando Joven Tria Tirona sinh ngày 22 tháng 7 năm 1946 tại Kawit-Cavite, thuộc Philippines. Năm 1967, chàng trai trẻ quyết định gia nhập Dòng Order of Discalced Carmelites [viết tắt O.C.D.] Sau quá trình tu học dài hạn tại các cơ sở chủng viện theo quy định của Giáo luật, ngày 21 tháng 4 năm 1974, Phó tế Tirona, 28 tuổi tiến đến việc được truyền chức linh mục. Tân inh mục đươnhg nhiên là linh mục dòng O.C.D..
Sau hơn 20 năm mục vụ trên cương vị là một linh mục, ngày 15 tháng 11 năm 1994, thông tin từ Tòa Thánh loan báo việc Giáo hoàng quyết định nâng linh mục Rolando Joven Tria Tirona vào hàng ngũ các giám mục, cụ thể là chức danh Giám mục Phụ tá Tổng giáo phận Manila và danh hiệu Giám mục Hiệu tòa Vulturaria. Lễ tâ1n phong cho giám mục tân cử Tirona đã được cử hành vào ngày 29 tháng 12 sau đó, với sự chủ sự của 3 giáo sĩ cấp cao. Chủ phong cho vị tân chức là Hồng y Jaime Lachica Sin, Tổng giám mục Tổng giáo phận Manila. Hai vị khác trong vai trò phụ phong, gồm có Giám mục Julio Xavier Labayen, O.C.D., Giám mục Địa phận Infanta và Giám mục Teodoro Javier Buhain, Jr., Giám mục Phụ tá Manila. Tân giám mục chọn cho mình châm ngôn:Christi sumus.
Gần 2 năm sau ngày tấn phong, Tòa Thánh quyết định thôi chức vụ Giám mục Phụ tá Manila với Giám mục Tirona, và thuyên chuyển ông làm Giám mục chính tòa Giáo phận Malolos, quyết định được công bố vào ngày 14 tháng 12 năm 1996. Bảy năm phục vụ tại Maloos của ông chấm dứt bằng quyết định Tòa Thánh ấn kí và công bố vào ngày 28 tháng 6 năm 2003, qua đó chọn ông làm Giám mục Địa phận Infanta. Tân giám mục sau đó đã đến nhận nhiệm sở mới vào ngày 27 tháng 8 cùng năm.
Sau gần 10 năm làm Giám mục một vùng truyền giáo, ngày 8 tháng 9 năm 2012, Tòa Thánh công bố quyết định của Giáo hoang về việc đã tuyển chọn Giám mục Tirona làm Tổng giám mục chính tòa Tổng giáo phận Caceres.